# I concerti live @ RTSI (album Francesco Guccini)
I concerti live @ RTSI (talora indicato anche come Live @ RSI nella versione CD+DVD) è un disco live registrato a Lugano il 20 gennaio 1982 durante la trasmissione Musicalmente della RTSI (televisione pubblica svizzera in lingua italiana) e pubblicato nel 2001.
Nella puntata della trasmissione a lui dedicata (parte di una serie dedicata ai cantautori italiani) Guccini riprende i suoi pezzi storici tra cui La locomotiva, Dio è morto e Auschwitz, accanto a pezzi raramente eseguiti dal vivo (Canzone dei 12 mesi) e brani nuovi per l'epoca (tratti da Metropolis).
Di questo concerto esiste anche un DVD, più completo del disco sia per qualità dell'acustica che per il numero di tracce musicali incluse (contiene infatti il brano Venezia, non incluso nel cd), nonché per la presenza degli immancabili intermezzi di monologhi e battute che caratterizzano da sempre i concerti di Guccini (anch'essi omessi nel disco).

## Tracce
1. Canzone per un'amica
2. Bologna
3. Il vecchio e il bambino
4. Dio è morto
5. Canzone di notte n. 2
6. Canzone del bambino nel vento
7. Bisanzio
8. Canzone dei 12 mesi
9. Un altro giorno è andato
10. La locomotiva

## Formazione
- Francesco Guccini - voce e chitarra
- Jimmy Villotti - chitarra
- Juan Carlos "Flaco" Biondini - chitarra
- Tiziano Barbieri - basso